# II liga 2021-2022
La II liga 2021-2022, chiamata per ragioni di sponsor eWinner Liga, è stata la 14ª edizione del terzo livello del campionato polacco di calcio dal momento che ha assunto tale denominazione. La stagione regolare iniziò il 31 luglio 2021 e si concluse il 22 maggio 2022.

## Stagione

### Novità
Al termine della II liga 2020-2021 il Górnik Połkowice, il GKS Katowice e lo Skra Częstochowa sono stati promossi in I liga (calcio Polonia), mentre l'Olimpia Grudziądz, il Błękitni Stargard e il Bytovia Bytów sono stati retrocessi in III liga.
Dalla I liga 2020-2021 è stato retrocesso il GKS Bełchatów. Dalla III liga 2020-2021 sono stati promossi il Wisła Puławy, il Ruch Chorzów, il Pogoń Grodzisk Mazowiecki e il Radunia Stężyca. 

### Formula
Le 18 squadre partecipanti si affrontano due volte in un girone di andata e uno di ritorno per un totale di 34 giornate, alle quali si aggiungono le gare dei Play-Off, come nelle precedenti edizioni. I Play-Off prevedono semifinali e finali giocati in gara unica in casa della squadra meglio qualificata. 

## Squadre partecipanti
| Club                      | Città               | Stadio                  | Posizione 2020-2021               |
| ------------------------- | ------------------- | ----------------------- | --------------------------------- |
| Chojniczanka Chojnice     | Chojnice            | Stadion Miejski         | 3º posto                          |
| Garbarnia Kraków          | Cracovia            | Stadion Garbarni        | 8º posto                          |
| GKS Bełchatów             | Bełchatów           | GIEKSA Arena            | 18º posto (in I liga)             |
| Hutnik Kraków             | Cracovia            | Stadion Miejski         | 12º posto                         |
| KKS 1925 Kalisz           | Kalisz              | Stadion Miejski         | 5º posto                          |
| Lech II Poznań            | Poznań/Wronki       | Stadion Amiki Wronki    | 14º posto                         |
| Motor Lublin              | Lublino             | Arena Lublin            | 9º posto                          |
| Olimpia Elbląg            | Elbląg              | Stadion Miejski         | 16º posto                         |
| Pogoń Grodzisk Mazowiecki | Grodzisk Mazowiecki | Stadion Miejski         | 1º posto (in III liga - gruppo A) |
| Pogoń Siedlce             | Siedlce             | Stadion ROSRRiT         | 13º posto                         |
| Radunia Stężyca           | Stężyca             | Arena Radunia           | 1º posto (in III liga - gruppo B) |
| Ruch Chorzów              | Chorzów             | Stadion Miejski         | 1º posto (in III liga - gruppo C) |
| Sokół Ostróda             | Ostróda             | Stadion Miejski         | 11º posto                         |
| Stal Rzeszów              | Rzeszów             | Stadion Miejski         | 10º posto                         |
| Śląsk II Wrocław          | Breslavia           | Stadion Oporowska       | 7º posto                          |
| Wisła Puławy              | Puławy              | Stadion MOSiR           | 1º posto (in III liga - gruppo D) |
| Wigry Suwałki             | Suwałki             | Stadion Miejski         | 4º posto                          |
| Znicz Pruszków            | Pruszków            | Stadion Znicza Pruszków | 15º posto                         |

## Classifica
|  | Pos. | Squadra                   | Pt | G | V | N | P | GF | GS | DR |
|  | ---- | ------------------------- | -- | - | - | - | - | -- | -- | -- |
|  | 1.   | Chojniczanka Chojnice     | 0  | 0 | 0 | 0 | 0 | 0  | 0  | 0  |
|  | 2.   | Garbarnia Cracovia        | 0  | 0 | 0 | 0 | 0 | 0  | 0  | 0  |
|  | 3.   | GKS Bełchatów             | 0  | 0 | 0 | 0 | 0 | 0  | 0  | 0  |
|  | 4.   | Hutnik Cracovia           | 0  | 0 | 0 | 0 | 0 | 0  | 0  | 0  |
|  | 5.   | KKS Kalisz                | 0  | 0 | 0 | 0 | 0 | 0  | 0  | 0  |
|  | 6.   | Lech Poznań II            | 0  | 0 | 0 | 0 | 0 | 0  | 0  | 0  |
|  | 7.   | Motor Lublino             | 0  | 0 | 0 | 0 | 0 | 0  | 0  | 0  |
|  | 8.   | Olimpia Elbląg            | 0  | 0 | 0 | 0 | 0 | 0  | 0  | 0  |
|  | 9.   | Pogoń Grodzisk Mazowiecki | 0  | 0 | 0 | 0 | 0 | 0  | 0  | 0  |
|  | 10.  | Pogoń Siedlce             | 0  | 0 | 0 | 0 | 0 | 0  | 0  | 0  |
|  | 11.  | Radunia Stężyca           | 0  | 0 | 0 | 0 | 0 | 0  | 0  | 0  |
|  | 12.  | Ruch Chorzów              | 0  | 0 | 0 | 0 | 0 | 0  | 0  | 0  |
|  | 13.  | Sokół Ostróda             | 0  | 0 | 0 | 0 | 0 | 0  | 0  | 0  |
|  | 14.  | Stal Rzeszów              | 0  | 0 | 0 | 0 | 0 | 0  | 0  | 0  |
|  | 15.  | Śląsk Wrocław II          | 0  | 0 | 0 | 0 | 0 | 0  | 0  | 0  |
|  | 16.  | Wigry Suwałki             | 0  | 0 | 0 | 0 | 0 | 0  | 0  | 0  |
|  | 17.  | Wisła Puławy              | 0  | 0 | 0 | 0 | 0 | 0  | 0  | 0  |
|  | 18.  | Znicz Pruszków            | 0  | 0 | 0 | 0 | 0 | 0  | 0  | 0  |

Legenda:

      Promosse in I liga 2022-2023

  Ammesse ai play-off.

      Retrocesse in III liga 2022-2023

Tre punti a vittoria, uno a pareggio, zero a sconfitta.
La classifica viene stilata secondo i seguenti criteri:
- Punti conquistati
- Punti conquistati negli scontri diretti
- Differenza reti negli scontri diretti
- Reti realizzate negli scontri diretti
- Goal fuori casa negli scontri diretti (solo tra due squadre)
- Differenza reti generale
- Reti totali realizzate
- Fair-play ranking

## Statistiche

### Classifica marcatori
| Gol |  |  | Giocatore | Squadra |
| --- |  |  | --------- | ------- |